# السياسة المحافظة التقليدوية في الولايات المتحدة
السياسة المحافظة التقليدوية في الولايات المتحدة هي فلسفة اجتماعية وسياسية وشكل من السياسة المحافظة. في حين استندت السياسة المحافظة الكلاسيكية إلى حد كبير على فلسفة أرسطو وإدموند بورك وجوزيف دي مايستر وكتاباتهم، تأثر الشكل الأمريكي بمفكرين مثل جون آدامز وراسل كيرك.
شدد المحافظون التقليدويون على أهمية روابط النظام الاجتماعي على حساب المغالاة في الفردانية، والدفاع عن المؤسسات الموروثة. ويؤمنون بنظام أخلاقي متعال، الذي يتجلى في قوانين طبيعية معينة يرون أنه يجب أن يمتثل المجتمع لها بطريقة حكيمة. يشدد المحافظون التقليدويون أيضًا على سيادة القانون في حماية الأفراد.
اعتبر البعض أن المحافظين الاقتصاديين قد طغوا على المحافظين التقليدويين بحلول أوائل القرن الحادي والعشرين.

## التاريخ

### القرن الثامن عشر
في ما يتعلق ب «السياسة المحافظة الكلاسيكية»، لم يكن للفيدراليين أي صلة بالأرستقراطية على الطراز الأوروبي أو الملكية أو دين مؤسس. ذكر المؤرخ جون بي ديجينز:
بفضل الإطاريين، بدأت السياسة المحافظة الأمريكية على طائرة أصيلة في نبلها. تطلع جيمس ماديسون وأليكساندر هاميلتون وجون مارشال وجون جاي وجيمس ويلسون، وقبل الجميع، جون آدامز إلى إقامة جمهورية تزدهر فيها القيم الثمينة بالنسبة للمحافظين: التناغم والاستقرار والفضيلة والتوقير والتبجيل والإخلاص وضبط النفس والاعتدال. كانت تلك سياسة محافظة كلاسيكية في تعبيرها الأكثر أصالة.
ونقل ما هو شبيه بالسياسة المحافظة البوركية إلى المستعمرات الأمريكية عبر سياسات ومبادئ الحزب الفيدرالي وقيادته كما تجسدت لدى جون آدامز وأليكساندر هاميلتون. عارض الفيدراليون بشدة تطرفات الثورة الفرنسية وعدم استقرارها، ودافعوا عن الأخلاق المسيحية التقليدية وأيدوا «أرستقراطية طبيعية» جديدة تستند إلى «الملكية والتعليم والمكانة الأسرية والإحساس بالمسؤولية الأخلاقية».
كان جون آدامز واحدًا من أوائل المدافعين عن النظام الاجتماعي التقليدي في أمريكا الثورية. في كتابه دفاعًا عن الدستور (1787)، شن آدامز هجومًا على أفكار راديكاليين مثل توماس بين، الذي كان يؤيد سلطة تشريعية أحادية المجلس (اعتبرها آدامز ديمقراطية أكثر مما ينبغي). وترجمته لمقالات عن دافيلا (1790)، التي كانت تحتوي أيضًا على تعليق خاص منه، كانت اختبارًا ل «الحافز البشري في السياسة». كان آدامز يؤمن أن الحافز البشري كان يفضي بالضرورة إلى نوازع خطيرة حيث ستحتاج الحكومة أن تتدخل في بعض الأحيان.
كان قائد الحزب الفيدرالي أليكساندر هاميلتون، أمين الخزانة والذي كان قد ساهم في تأليف كتاب الأوراق الفيدرالية (1787 - 1788) الذي كان في تلك الآونة ويبقى حتى هذا اليوم تفسيرًا رئيسيًا للدستور الجديد لعام 1789. كان هاميلتون نقديًا حيال كل من الليبرالية الجيفرسونية الكلاسيكية والأفكار الراديكالية القادمة من الثورة الفرنسية. ورفض اقتصاد دعه يعمل دعه يمر وكان يميل إلى حكومة مركزية قوية.

### القرن التاسع عشر
في العهد الذي أعقب الجيل الثوري، كانت لدى الحزب اليميني مقاربة شبيهة بالسياسة المحافظة البوركية، على الرغم من أن الحزب اليميني نادرًا ما اقتبس عن بورك. قاد رجل الدولة من الحزب اليميني حملة التقاليد والعادات ضد الأخلاقيات الديمقراطية السائدة للعهد الجاكسوني. وبتمثيلها الهرميات والمجتمع العضوي، كانت مفاهيمهم عن الوحدة من عدة نواح مماثلة لفكرة بينجامين ديزرايلي «السياسة المحافظة لأمة واحدة».
إلى جانب هنري كلاي، كان دانييل ويبستر أبرز رجل دولة عن الحزب اليميني. بصفته من غلاة الاتحاديين، كان أشهر خطاب ألقاه هو «الرد الثاني على هاين» (1829) الذي انتقد فيه المحاججة التي قدمها جنوبيون مثل جون كي كالهون حول أن الدول كانت تمتلك الحق في إبطال الحقوق الفيدرالية التي كانت تراها غير دستورية. نادرًا ما أتى ويبستر على ذكر بورك إلا أنه سار على خطوط فكرية مشابهة في مرات عديدة.
كان روفوس تشوت، الذي كان يكن إعجابًا لبورك، الوريث الفكري والسياسي لويبستر. كان تشوت جزءًا من الثقافة القانونية الصاعدة في إنجلترا الجديدة، التي تمركزت حول كلية هارفارد للحقوق التي كانت قد شكلت حديثًا. وكان يؤمن أن المحامين هم مراقبون وحافظون للدستور وأنه كان من واجب المتعلمين أن يحكموا المؤسسات السياسية. كان أشهر خطاب لتشوت «موقع ووظائف نقابة المحامين الأمريكية، كعنصر للسياسة المحافظة في الولاية» (1845).
كانت الشخصيتان في فترة ما قبل الحرب الأهلية الأمريكية ما أشار إليه أستاذ جامعة إيموري باتريك أليت ب «حارسي الحضارة»: جورج تيكنور وإدوارد إيفيريت.
كان جورج تيكنور، الذي كان أكاديميًا نال تعليمه في كلية دارتموث في جامعة هارفارد، المزود الرئيسي للتعليم الإنساني في منطقة بوسطن. بصفته مؤسس لمكتبة بوسطن العامة وسليل أسرة فيدرالية قديمة، درّس تيكنور طلابه اللغات الرومانسية وأعمال دانتي وسيرفانتس في المنزل في حين كان يعزز صورة أمريكا لدى أصدقائه الأجانب الكثيرين، من بينهم لورد بايرون وتيليراند.
شأنه شأن تيكنور، نال إدوارد إيفريت تعليمه في الجامعة الألمانية ذاتها (جوتينغن) وكان يؤيد أن تتبع الولايات المتحدة الفضائل ذاتها التي كانت لدى الإغريق القدماء، وفي نهاية المطاف دخل معترك السياسة بانضمامه إلى الحزب اليميني. بصفته من غلاة الاتحاديين (شأنه شأن صديقه دانييل ويبستر)، استهجن إيفيريت الديمقراطية الجاكسونية التي اجتاحت الأمة. وبصفته خطيبًا شهيرًا، أيد إيفيريت لينكولن ضد الانفصاليين الجنوبيين.
اشتهر الصحفي الكاثوليكي والمنظر السياسي الأمريكي (والراديكالي السياسي والديني السابق) أوريستيز براونسون بكتابه الجمهورية الأمريكية، والذي كان بحثًا درس فيه إمكانية إتمام أمريكا للتقليد الكاثوليكي والحضارة الغربية. كان براونسون نقديًا حيال كل من الإبطاليين الشماليين والانفصاليين الجنوبيين، وكان هو نفسه اتحاديًا صلبًا.

### القرن العشرين
في القرن العشرين، تركزت السياسة المحافظة التقليدوية على كلا طرفي المحيط الأطلنطي حول مجلتين: ذا بوكمان، وخليفتها، ذا أميركان ريفيو. ونظرًا إلى أنها كانت مملوكة من قبل سيوارد كولينز غريب الأطوار والذي كان محررًا لها، نشرت هاتان المجلتان كتابات التوزيعيين البريطانيين والإنسانويين الجدد والزراعيين الجنوبيين وتي إس إيليوت وكريستوفر داوسون وغيرهم. في نهاية المطاف، جنح كولينز نحو تأييد الفاشية ونتيجة لذلك خسر تأييد العديد من داعميه التقليدويين. على الرغم من رفض المجلة نظرًا إلى الآراء السياسية لكولينز التي تزايدت راديكالية، تركت مجلة ذا أميركان ريفيو بصمة كبيرة في تاريخ السياسة المحافظة التقليدوية.
واشتهر فرع ثقافي جديد للسياسة المحافظة التقليدوية في القرن العشرين باسم الإنسانوية الجديدة. ومع قيادتها من قبل الأستاذ في جامعة هارفارد إيرفينغ بابيت وأستاذ جامعة برينستون بول إيلمر مور، كان النقد الأدبي والاجتماعي حركة عارضت كل من الرومانسية والطبيعية. مع بدايتها خلال أواخر القرن التاسع عشر، دافعت الإنسانوية الجديدة عن المعايير الفنية و«المبادئ الأولى» (عبارة بابيت). ومع وصولها ذروتها في عام 1930، نشر بابيت ومور مجموعة من الكتب تضمنت كتاب بابيت الأدب والجامعة الأمريكية (1908)، روسو والرومانسية (1919) والديمقراطية والقيادة (1924) وكتاب مور مقالات شيلبورن (1904 - 1921).
كانت مجموعة الزراعيين الجنوبيين مجموعة أخرى من المحافظين التقليدويين. وبالنظر إلى أنها كانت في الأصل مجموعة من شعراء وكتاب جامعة فاندربيلت اشتهروا باسم «الهاربين»، ضمت المجموعة جون كرو رانسوم وآلين تاتي ودونالد ديفيدسون وروبيرت بين وارين. مع التزامهم بمعايير أدبية صارمة (صاغ وارين والعالم التقليدوي كلينث بروكس في وقت لاحق شكل نقد أدبي عرف بالنقد الجديد)، انضم في عام 1930 بعض الهاربين إلى كتاب جنوبيين تقليدويين آخرين لنشر كتاب سآخذ موقفي، الذي طبق معايير تتعاطف مع الخصوصية المحلية والطريقة الزراعية في الحياة على السياسة والاقتصاد. ومع تنديدهم بالنزعتين التجارية والصناعية، كرر «الجنوبيون الاثني عشر» الذين أسهموا في الكتاب محاججات سابقة طرحها توزيعيون. وبعد سنوات قليلة على نشر كتاب سآخذ موقفي، انضم إلى الزراعيين الجنوبيين هيلاير بيلوك وهيربيرت أغار في نشر مجموعة من المقالات التي كان عنوانها من يملك أمريكا: إعلان جديد للاستقلال.